# Ichneumon pulvinatus
Ichneumon pulvinatus är en stekelart som beskrevs av Joseph Kriechbaumer 1874. Ichneumon pulvinatus ingår i släktet Ichneumon och familjen brokparasitsteklar. Inga underarter finns listade i Catalogue of Life.